# Arbeitsgericht Darmstadt

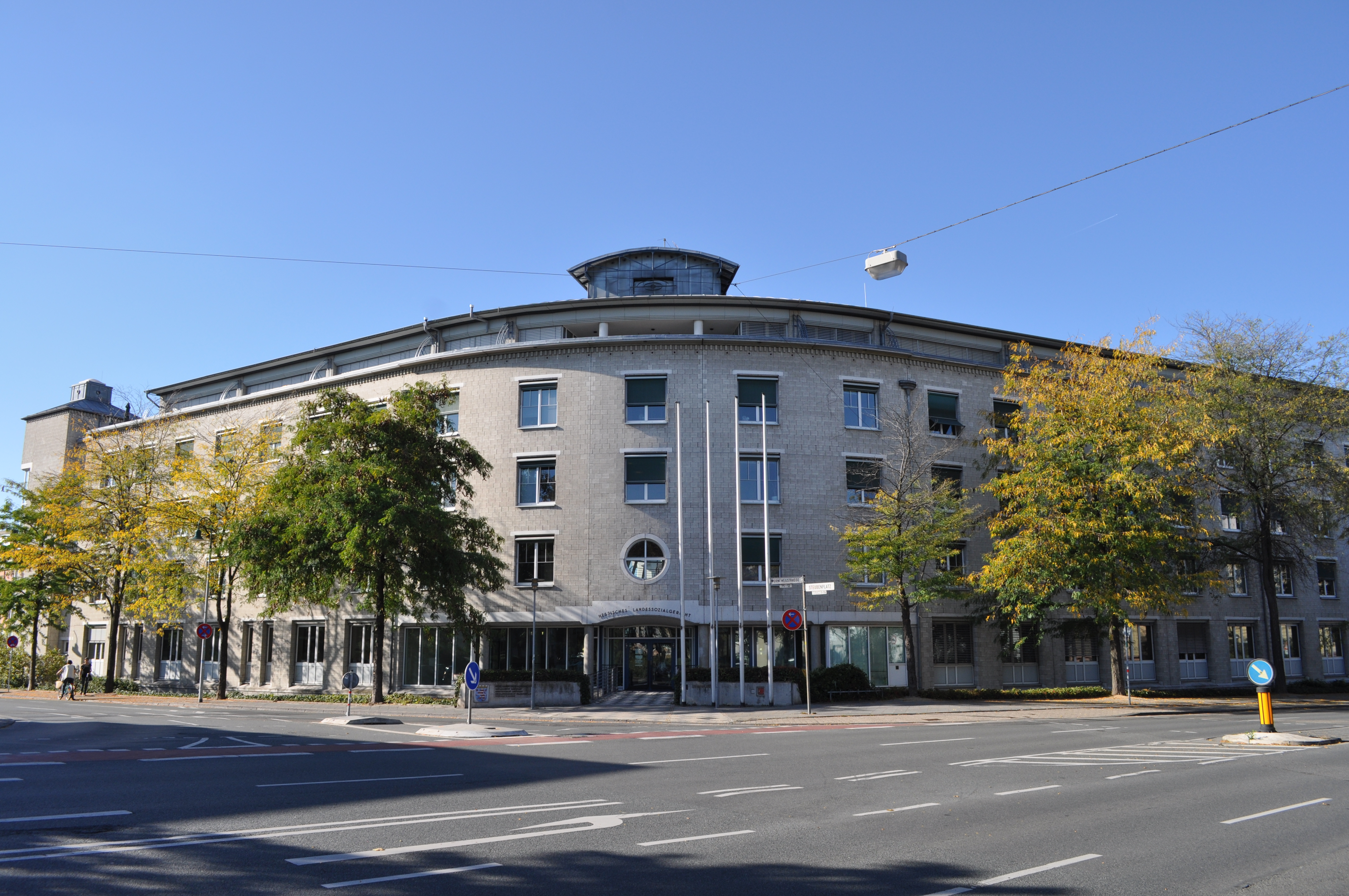
Gebäude des Arbeitsgerichtes

Das Arbeitsgericht Darmstadt, ein Gericht der Arbeitsgerichtsbarkeit, ist eines der sieben hessischen Arbeitsgerichte.

## Gerichtssitz und -bezirk
Das Gericht hat seinen Sitz in Darmstadt.
Es ist örtlich zuständig für Rechtsstreitigkeiten aus den Amtsgerichtsbezirken Bensheim, Darmstadt, Fürth, Dieburg, Groß-Gerau, Lampertheim, Michelstadt und Rüsselsheim am Main (außer Kelsterbach).

## Gebäude und Größe
Das Arbeitsgericht befindet sich in dem 1988 vollendeten neuen Justizgebäude an der Ecke Steubenplatz/Am alten Bahnhof. Das Gebäude beherbergt nicht nur das Arbeitsgericht Darmstadt, sondern auch das Sozialgericht Darmstadt, das Hessische Landessozialgericht und den 6. Familiensenat des Oberlandesgerichts Frankfurt am Main.
Die Postanschrift lautet: Steubenplatz 14, 64293 Darmstadt.
Das Arbeitsgericht Darmstadt verfügt über zwölf Kammern.

## Übergeordnete Gerichte
Dem Arbeitsgericht Darmstadt ist das Hessische Landesarbeitsgericht und im weiteren Rechtszug das Bundesarbeitsgericht übergeordnet.

## Geschichte
Gemäß Arbeitsgerichtsgesetz vom 23. Dezember 1926 wurden in Deutschland Arbeitsgerichte gebildet. Diese waren nur in der ersten Instanz unabhängig, die Landesarbeitsgerichte waren den Landgerichten zugeordnet. Am Landgericht Darmstadt entstand so 1927 das Landesarbeitsgericht Darmstadt als Landesarbeitsgericht für den Volksstaat Hessen. In Darmstadt entstand das Arbeitsgericht Darmstadt. Sein Sprengel umfasste den Bezirke der Darmstadt I und II, Dieburg, Gernsheim, Groß-Umstadt, Reichelsheim im Odenwald und Reinheim. Es bestand je eine Kammer für Arbeiter, für Angestellte und für Handwerk.
Nach der Besetzung Deutschlands durch die Alliierten wurden 1945 zunächst alle Gerichte geschlossen. Die ordentlichen Gerichte wurden schon bald wieder eröffnet, während die Arbeitsgerichte zunächst außer in Hamburg nicht wieder eingerichtet wurden, so dass arbeitsgerichtliche Streitigkeiten von den ordentlichen Gerichten erledigt werden mussten. Gemäß Kontrollratsgesetz 21 sollten in Deutschland Arbeitsgerichte aufgebaut werden. So wurde in Gießen wurde das Arbeitsgericht neu gebildet. Sein Sprengel umfasste nun die Amtsgerichtsbezirke Bensheim, Darmstadt, Dieburg, Fürth, Groß-Gerau, Lampertheim und Michelstadt.

## Nachweise
1. ↑  Hessisches Ausführungsgesetz zum Arbeitsgerichtsgesetz vom 7. März 2005, Gesetz- und Verordnungsblatt für das Land Hessen, 2005, S. 244
2. ↑  RGBl. I S. 507
3. ↑  Bekanntmachung über die Einrichtung der Arbeitsgerichtsbehörden im Volksstaat Hessen vom 14. Mai 1927, Hessisches Regierungsblatt S. 98 f., Digitalisat.

Koordinaten: 49° 52′ 24,6″ N, 8° 38′ 27,9″ O